# فيرفولف

Werwolf راية مع Wolfsangel الرمز.

فيرفولف (تُلفظ بالألمانية: [ˈveːɐ̯vɔlf] ، الألمانية لـ " مستذئب ") كانت خطة النازية، التي بدأ تطويرها في عام 1944،  لإنشاء قوة مقاومة من شأنها أن تعمل وراء خطوط العدو عند تقدم الحلفاء عبر ألمانيا. في نهاية المطاف، تفوقت قيمة الدعاية لWerwolf بكثير على الإنجازات الفعلية.

## عمليات
في أواخر الصيف / أوائل خريف عام 1944، بدأ هاينريش هيملر Unternehmen Werwolf (عملية Werwolf)، وأمر SS Obergruppenführer Hans-Adolf Prützmann بالبدء في تنظيم قوات من قوات المتطوعين للعمل سرا وراء خطوط العدو. كما تم تصوره في البداية، كان الهدف من وحدات Werwolf أن تكون تشكيلات عسكرية مدربة على الانخراط في عمليات سرية وراء خطوط العدو بنفس طريقة قوات الحلفاء الخاصة مثل الكوماندوز. تم تسمية Prützmann بـ Generalinspekteur für Spezialabwehr (المفتش العام للدفاع الخاص) وكلف بمهمة إنشاء مقر القوة في برلين وتنظيم القوة وتوجيهها. درس Prützmann تكتيكات حرب العصابات التي يستخدمها الثوار السوفيت أثناء تواجدهم في الأراضي المحتلة بأوكرانيا، وكانت الفكرة هي تعليم هذه التكتيكات لأعضاء Werwolf.

### دعاية
بدأت شائعات بوجود منظمة حرب عصابات نازية سرية بعد فترة قصيرة من غزو الحلفاء لنورماندي. نشرت مجلة تايم مقالا يحتوي على تكهنات بأن الألمان سيحاولون إطالة أمد الحرب إلى أجل غير مسمى عن طريق الذهاب التنظيمات السرية أو حرب العصابات بعد هزيمتهم. ظهر في عدد 27 يناير 1945 من مجلة كولير ويكلي مقالة مفصلة من الرائد إدوين ليسنر، تفيد بأن نخبة من قوات الأمن الخاصة وشباب هتلر تدربو على مهاجمة قوات الحلفاء وفتح مع اقتباس 1944 من جوزيف غوبلز: «العدو (غزو الأراضي الألمانية) أن يؤخذ في العمق من قبل السكان المتعصبين، الذين سوف يقلقونه بلا توقف، وربطوا قوى قوية ولا يسمحوا له بالراحة أو استغلال أي نجاح ممكن».
في 23 مارس 1945 ألقى غوبلز خطابًا يعرف باسم «خطاب Werwolf»، والذي حث فيه كل ألماني على القتال حتى الموت. تسبب التفكيك الجزئي لـ Werwolf المنظم، بالإضافة إلى تأثيرات خطاب Werwolf ، في حدوث ارتباك كبير حول الهجمات اللاحقة التي قام بها أعضاء Werwolf، على عكس الأفعال الفردية التي قام بها النازيون المتعصبون أو مجموعات صغيرة من قوات الأمن الخاصة.